# Podemos
Podemos (Spaans voor “we kunnen”) is een Spaanse politieke partij.

## Geschiedenis
De partij werd opgericht op 11 maart 2014 door progressieve activisten uit de 15 mei-beweging (15-M of Indignados), die ontstaan was uit de Spaanse protestbeweging van 2011–12. De feitelijke leider van de beweging is Pablo Iglesias Turrión, schrijver en hoogleraar Politieke Wetenschappen aan de Universidad Complutense de Madrid, en incidenteel tv-presentator voor het politieke discussieprogramma Fort Apache op de zender HispanTV.
Podemos kreeg, samen met ongeveer 26 andere nieuwe kleine partijen, de wind in de zeilen door de groeiende ontevredenheid met de twee gevestigde politieke partijen: de Partido Popular en de PSOE (Spaanse Socialistische Arbeiderspartij). Podemos maakte daarbij gebruik van de infrastructuur van de Indignados en netwerken via sociale media. Reeds op de eerste dag verzamelde de partij 50.000 handtekeningen, waardoor de website crashte.
In januari 2015 bracht de partij tienduizenden mensen op de been tijdens een betoging tegen het besparingsbeleid van Mariano Rajoy in Madrid.
In 2021 stapt oprichter en partijleider Pablo Iglesias Turrión op, en neemt Ione Belarra zijn functies in de partij over. Iglesias stapt ook op als minister. Yolanda Díaz  neemt zijn functie als 2e vicepremier over, terwijl Belarra zijn ministerschap van sociale rechten en agenda 2030 overneemt, dat hernoemd wordt als Ministerie van Gelijkheid en Agenda 2030.

## Ideologie
Net als voor de Griekse partij SYRIZA, waarmee Podemos warme banden onderhoudt, geldt de Argentijnse denker Ernesto Laclau voor Podemos als ideologische inspiratiebron. Van Laclau leent Podemos het idee van "radicale democratie" en een positieve opvatting van links populisme. Het streven van de partij naar participatiedemocratie moet onder andere vorm krijgen doordat de leider per referendum kan worden afgezet en stemming onder aanhangers over coalitievorming. De frictie tussen participatiedemocratie en het charismatische leiderschap van Iglesias is een bekend probleem.
Economisch adviseur van Podemos is Thomas Piketty.

## Structuur
Podemos is georganiseerd in zgn. Cirkels, die zowel geografisch als sectorieel georganiseerd kunnen zijn.

## Verkiezingsuitslagen
Bij de Europese Parlementsverkiezingen van 2014 behaalde de partij 5 van de 54 voor Spanje beschikbare zetels in het Europees Parlement, daarmee werd ze de vierde partij in Spanje.. Bij de regionale en gemeentelijke verkiezingen zorgde ze voor een politieke aardverschuiving, waarbij ze onder andere de grootste partij werden in Barcelona en de tweede in Madrid. In Andalusië behaalde de partij eerder dat jaar 15 zetels. Bij de Spaanse parlementsverkiezingen 2015 van behaalde de partij 20,7 procent van de stemmen, goed voor 69 zetels. Een jaar later steeg de partij naar 71 zetels ofwel 21,2% van de stemmen..